# МЕГА (издателство)
Издателство МЕГА е издателство на художествена литература и книги-игри. Основано е през 1995 г. от Петър Станимиров, който напуска издателство „Плеяда“ през 1994 година.
За него публикуват известни български автори в жанра книги-игри като Колин Уолъмбъри, Върджил Дриймънд, Джордж М. Джордж, Майкъл Майндкрайм (Стюарт Дарк), Робърт Блонд и други. Създава значителна читателска общност чрез продължително излизащото списание и множеството писма от читатели.[източник? (Поискан преди 1 ден)]
МЕГА издава няколко издания, свързани с художествената литература, като „Сираци на вселената“ на Робърт Хайнлайн, „Намотки“ на Роджър Зелазни и Фред Саберхаген, книги от поредицата „Пришълецът“ и други, но те не добиват толкова широка популярност. Поредицата за „Конан Варварина“ на ИК „Бард“, издавана от 1995 година е довършена през 1998 година с 14-и и 15-и том от МЕГА.

След което се насочва в издаването изключително на книги-игри, стратегически книги-игри и свързаното с тях списание „Мегаигра“. За периода на съществуване от него излизат съответно 47 книги-игри, 22 стратегически книги-игри и 14 броя от списанието. Издателството е придобито от ИК „Бард“, макар да продължава да оперира под името МЕГА, което издава още няколко книги-игри и стратегически книги-игри. Това става ясно от интервю на Майкъл Майндкрайм, който казва: 
| „ | ...„Бард“ започнаха да преиздават и стари книги. Със сигурност това уби пазара, с пренасищане. | “ |

 „Бард“ официално издава само нови книги-игри. Това са стандартната книга-игра „Звезден легионер“ и стратегическите книги-игри „Създател“, „Терминатор“ и „Хищникът“ (продължаващи с номерацията си поредността на издадените от „Мега“) и то през 1999 година. Докато преиздадените от МЕГА книги са поредицата „МЕГАкласика“ („Варварският бог“, „Принцът на Алкирия“, „Огнена пустиня“ и „Замъкът на таласъмите“) от 1998 година.
В средата на 1998 година МЕГА излиза със становище на страниците на списание „Мегаигра“, че вероятно ще преустанови дейност. Въпреки това в началото на 1999 година излизат стратегическите книги-игри „Талисман: Подземни светове“ и „Битки и стратегии #2 - Анибал срещу Рим“, след което няма следа от активна издателска дейност на издателството.